# کریژتا اینچه
کریژتا اینچه (به انگلیسی: Kriszta Incze؛ زادهٔ ۱۵ مهٔ ۱۹۹۶) یک کشتی‌گیر آزادکار اهل رومانی است. وی سابقه حضور در المپیک ۲۰۲۰ توکیو و المپیک ۲۰۲۴ پاریس را دارد.